# Sarah La Profeta
Sarah Luciano (Santo Domingo, 25 de noviembre de 1986) más conocida como Sarah La Profeta.
En 2015, ganó en la categoría artista urbana del año en Premios El Galardón, y al siguiente año, fue nominada a los Premios Soberano 2016 en la categoría Música religiosa contemporánea.

## Carrera
Sarah La Profeta inicia en la música  urbana en el año 2004, lanzando su primer álbum en el año 2005, convirtiéndose así en la primera cantante femenina de música urbana cristiana solista en su natal República Dominicana. Este álbum que solo llevó el nombre de la cantante Sarah presentó 11 temas musicales, donde encontramos colaboraciones con destacados artistas cristianos como Isabelle Valdez, Redimi2, Ley DC, Ariel Kelly entre otros, además de diferentes estilos del renglón urbano como hip hop, Reguetón, y letras de corte social, penetrando así en el gusto popular.
En el 2008, Sarah La Profeta junto a su esposo Welb, ponen en marcha un proyecto social denominado ministerio Invasión a través del cual desarrollaron muchas labores altruista beneficiando a miles de personas en su ciudad natal Santo Domingo
Fue con el segundo álbum musical que Sarah logra un gran impacto con diferentes temas como "Vanidad", "Yo confío" y "Dime que vas a hacer". Para el 2015 lanza su tercera producción con el título "Siempre en ti", de este último se desprende el éxito “Yugo Desigual” en colaboración del destacado cantante Alex Zurdo, entre otros temas que penetraron en el gusto popular
Nominada el año 2016 a los Premios Soberano, como músico Religioso contemporáneo y dos años después (2018) a los Premios Redención; también ha sido nominada en 9 ocasiones a los Premios El Galardón, en los que resultó ganadora en varias ocasiones, describe este trayecto como una experiencia excepcional ya que durante todos estos años ha podido ver la mano de Dios obrando a su favor y se siente privilegiada de ser portadora del mensaje de vida y esperanza.
En el 2019 Sarah La Profeta hizo su debut en el cine con la película Expresos bajo la producción de Villanueva Films, en diciembre de 2021 realizó su tercera actuación en la película “El Hombre Trasformado” bajo la producción de Paos Films, dicha película se estrenara en septiembre del 2022.

## Discografía
- Sarah – 2006
- Vanidad – 2010
- Siempre en ti – 2015

## Colaboraciones
Sarah La Profeta ha trabajado junto a varios artistas internacionales como  Alex Zurdo, Redimi2, Isabelle Valdez, Welb, Lizzy Parra, entre otros.